# الجامع الكبير (عمران)
الجامع الكبير هو مسجد قديم بني في مدينة عمران القديمة بمحافظة عمران ويعتقد أنه بني على أنقاض معبد حميري قديم، في محيط المسجد اكتشفت قطع أثرية تعود إلى عصر الدولة الحميرية، واستخدمت بعض الحجارة المنقوش عليها بخط المسند في بناء المسجد، البناء الحالي للمسجد بناه مسعود بن سالم سنة 1928 (1348 هجرية)، للمسجد قبة لضريح مؤسس المسجد، وله مئذنة نقش على بابها اسم بانيها الأسطى حمود أحمد الضلعي.

## انظر ايضا
- الجامع الكبير (شهارة)
- الجامع الكبير (ذمار)
- الجامع الكبير (الخوخة)